# Крумменнааб
Крумменнааб (нім. Krummennaab) — громада в Німеччині, розташована в землі Баварія. Підпорядковується адміністративному округу Верхній Пфальц. Входить до складу району Тіршенройт. Центр об'єднання громад Крумменнааб.
Площа — 17,72 км2. Населення становить 1443 ос. (станом на 31 грудня 2020).